# Charm
Charm — третий студийный альбом американской певицы-песенницы Clairo, выпущенный 12 июля 2024 года. Продолжение её второго альбома Sling (2021), это её первый самостоятельно изданный студийный альбом после того, как её предыдущие два альбома были выпущены Fader и Republic соответственно. Clairo спродюсировала альбом вместе с Леоном Михелсом, а в создании музыки приняли участие Ник Мовшон, Гомер Стейнвайс, Марко Беневенто и Дэйв Гай, среди прочих.
После выхода Charm получил одобрение критиков, которые высоко оценили его продюсирование, написание песен и музыкальное расширение Clairo. В коммерческом плане альбом дебютировал на 8 месте в US Billboard 200, став её первым альбомом, попавшим в топ-10.

## Общая информация
16 июля 2021 года Clairo выпустила свой второй студийный альбом Sling, получивший признание критиков и попавший в многочисленные списки «лучших альбомов 2021 года». Критики высоко оценили Sling за художественный прогресс Clairo и тематическое написание песен, в которых она размышляет о будущем материнстве, домашнем хозяйстве и ответственности за уход за детьми. В поддержку альбома Clairo отправилась в Sling tour в 2022 году. Во время тура она страдала от синусовых инфекций и травмы уха, а завершила тур 4 октября 2022 года. В 2023 году, помимо сотрудничества с такими артистами, как Phoenix и Beabadoobee, Clairo также выпустила два благотворительных сингла на Bandcamp: «For Now», все средства от которого были направлены в Everytown for Gun Safety и For The Gworls, и «Lavender», чтобы собрать средства для Doctors Without Borders во время войны Израиля с Хамасом. Концертный EP, Live at Electric Lady, был выпущен 12 мая 2023 года.
В январе 2024 года Clairo начала анонсировать новый альбом, опубликовав пост в Instagram с подписью «возможно, в этом году». В марте она поделилась постом в Instagram с эмодзи, изображающими цифру три, галочку и фиолетовое сердце. Пост был интерпретирован музыкальным изданием The Forty-Five как означающий, что её третий студийный альбом завершен. 7 мая она объявила дату выхода новой музыки 23 мая через Instagram Stories.
23 мая Clairo объявила, что альбом, названный Charm и спродюсированный Леоном Михелсом, запланирован к выпуску на 12 июля, одновременно выпустив лид-сингл «Sexy to Someone». В пресс-релизе, сопровождавшем анонс Charm, альбом описывался как «коллекция теплых, вдохновленных 70-ми грувов, которые легко перемещаются между джазом, психоделическим фолком и соулом».

## Запись
Charm был записан в Allaire Studios на севере штата Нью-Йорк недалеко от Вудстока и в Diamond Mine Recording в нью-йоркском районе Куинс. Коттрилл ранее работала с продюсером Джеком Антоноффом над Sling в Allaire Studios. На Charm продюсированием занимался Леон Михелс, который ранее продюсировал джаз- и соул-артистов, таких как Нора Джонс, Sharon Jones & the Dap-Kings и Лиам Бейли. Альбом был записан вживую на аналоговую пленку.

## Выпуск и продвижение
В 2024 году 23 мая вышел первый сингл с Charm — «Sexy to Someone». Uproxx назвал трек «кокетливым», а Rolling Stone — «летним ошеломляющим треком с уютным продюсированием и причудливым инструментарием». «Nomad», второй и последний сингл альбома, вышел 28 июня 2024 года.
29 мая Clairo объявила о двух сентябрьских концертах в поддержку альбома. Лос-Анджелесский концерт пройдет в Fonda Theatre, а нью-йоркский — в Webster Hall.
17 июля в рамках продвижения альбома Clairo исполнила «Juna», седьмой трек альбома, в прямом эфире The Tonight Show Starring Jimmy Fallon. В тот же день она также объявила даты своего предстоящего североамериканского тура, который пройдет с сентября по ноябрь 2024 года. В качестве открывающего актёра турне выступит певица-песенник Элис Фиби Лу.
4 августа был выпущен клип на песню «Juna». Это первый клип Clairo за шесть лет, снятый на тему рестлинга. Набрав популярность на TikTok, «Juna» возглавила чарт TikTok Billboard Top 50 в начале августа.

## Отзывы критиков
| Совокупная оценка    | Совокупная оценка |
| Источник             | Оценка            |
| -------------------- | ----------------- |
| AnyDecentMusic?      | 7.9/10            |
| Metacritic           | 81/100            |
| Оценки критиков      |                   |
| Источник             | Оценка            |
| AllMusic             | [ 42 ]            |
| Clash                | 9/10              |
| The Guardian         | [ 44 ]            |
| The Line of Best Fit | 8/10              |
| NME                  | [ 46 ]            |
| Paste                | 8.1/10            |
| Pitchfork            | 7.5/10            |
| Rolling Stone        | [ 49 ]            |
| The Skinny           | [ 50 ]            |
| Slant Magazine       | [ 51 ]            |

После выхода Charm получил одобрение критиков. На сайте Metacritic, который присваивает нормализованный рейтинг из 100 баллов рецензиям мейнстримных критиков, альбом получил среднюю оценку 81 балл.
Рецензент Slant Magazine Ник Сейп назвал продюсирование и инструментарий альбома «его секретным оружием» и положительно сравнил голос Котрилл в треке «Terrapin» с её «ранней историей пения над lo-fi битами». Марисса Лоруссо из Pitchfork также отметила сходство альбома с её ранними работами, приговаривая при этом, что в нём нет ни «драматического сдвига» в манере второй пластинки Clairo, Sling, ни «родства Inmunity с бедрум-поп-музыкой», а лишь «успешный, но вежливый софт-роковый выход».

## Список композиций
| №                   | Название            | Автор(ы)                                             | Длительность |
| ------------------- | ------------------- | ---------------------------------------------------- | ------------ |
| 1.                  | «Nomad»             | Клэр Коттрилл Леон Михелс Гомер Стейнвайс Ник Мовшон | 3:45         |
| 2.                  | «Sexy to Someone»   | Коттрилл Михелс Стейнвайс Мовсон                     | 3:27         |
| 3.                  | «Second Nature»     | Коттрилл Михелс Стейнвайс Мовшон Дилан Новик         | 3:47         |
| 4.                  | «Slow Dance»        | Коттрилл Михелс Стейнвайс Мовшон Новик               | 3:54         |
| 5.                  | «Thank You»         | Коттрилл Михелс Стейнвайс Мовшон Кевин Мартин        | 3:25         |
| 6.                  | «Terrapin»          | Коттрилл Михелс Стейнвайс Мовшон Марко Бевенто       | 3:00         |
| 7.                  | «Juna»              | Коттрилл Михелс Бевенто                              | 3:15         |
| 8.                  | «Add Up My Love»    | Коттрилл Михелс Стейнвайс Мовшон                     | 3:25         |
| 9.                  | «Echo»              | Коттрилл Михелс Новик Мовшон                         | 3:49         |
| 10.                 | «Glory of the Snow» | Коттрилл Михелс                                      | 2:50         |
| 11.                 | «Pier 4»            | Коттрилл Михелс                                      | 3:25         |
| Общая длительность: | Общая длительность: | Общая длительность:                                  | 38:02        |

## Участники записи
Музыканты
- Клэр Коттрилл — вокал (все треки), Вурлитцер[англ.] (трек 1), фортепиано (2, 8, 10), флейта (4), перкуссия (5), гитара (9-11)
- Леон Михелс[англ.] — перкуссия (треки 1-4, 8-10), флейта (1, 2, 4, 5, 8-11), синтезатор (1, 2, 5-10), гитара (1, 6, 8-10), орган (2-5, 9-11), фортепиано (2-5, 11), меллотрон (2, 5), кларнет (3, 4, 11), вокал (3, 9, 11); бонго, вурлитцер (4); саксофон (7, 8), бас (7, 10, 11), барабаны (9, 10), вибрафон (11)
- Ник Мовшон[англ.] — бас (треки 1-6, 8, 9), контрабас (1), перкуссия (3, 5), гитара (5), мо так (1-3, 8)
- Гомер Стейнвайс[англ.] — ударные (треки 1-6, 8), перкуссия (2, 5)
- Пол Кастеллуццо — слайд-гитара (трек 2)
- Дилан Новик — слайд-гитара (1), электрогитара (треки 1, 3), фузз-бас (3), акустическая гитара (1, 4, 9)
- Марко Беневенто[англ.] — фортепиано (треки 6, 7)
- Дэйв Гай[англ.] — труба (треки 7, 8)
- Ли Фалко — барабаны, перкуссия, саксофон (трек 7)

Технический персонал
- Клэр Коттрилл — продюсирование
- Леон Михелс — производство, звукорежиссёр
- Алекс Детюрк — мастеринг
- Йенс Юнгкурт — сведение, звукорежиссёр
- Джон Руни — звукорежиссёр

## Чарты
| Чарт (2024)                       | Высшая позиция |
| --------------------------------- | -------------- |
| Австралия (ARIA)                  | 4              |
| Канада (Billboard)                | 23             |
| Нидерланды (Album Top 100)        | 38             |
| Ирландия (Irish Albums Chart)     | 28             |
| Новая Зеландия (RMNZ)             | 12             |
| Шотландия (Scottish Albums Chart) | 3              |
| Испания (PROMUSICAE)              | 81             |
| Швейцария (Schweizer Hitparade)   | 81             |
| Великобритания (UK Albums Chart)  | 13             |
| США (Billboard 200)               | 8              |